# SULT1A4
SULT1A4 (англ. Sulfotransferase family 1A member 3) – білок, який кодується однойменним геном, розташованим у людей на 16-й хромосомі. Довжина поліпептидного ланцюга білка становить 295 амінокислот, а молекулярна маса — 34 196.
| 10         |  | 20         |  | 30         |  | 40         |  | 50         |
| ---------- |  | ---------- |  | ---------- |  | ---------- |  | ---------- |
| MELIQDTSRP |  | PLEYVKGVPL |  | IKYFAEALGP |  | LQSFQARPDD |  | LLINTYPKSG |
| TTWVSQILDM |  | IYQGGDLEKC |  | NRAPIYVRVP |  | FLEVNDPGEP |  | SGLETLKDTP |
| PPRLIKSHLP |  | LALLPQTLLD |  | QKVKVVYVAR |  | NPKDVAVSYY |  | HFHRMEKAHP |
| EPGTWDSFLE |  | KFMAGEVSYG |  | SWYQHVQEWW |  | ELSRTHPVLY |  | LFYEDMKENP |
| KREIQKILEF |  | VGRSLPEETM |  | DFMVQHTSFK |  | EMKKNPMTNY |  | TTVPQELMDH |
| SISPFMRKGM |  | AGDWKTTFTV |  | AQNERFDADY |  | AEKMAGCSLS |  | FRSEL      |

A: Аланін

C: Цистеїн

D: Аспарагінова кислота

E: Глутамінова кислота

F: Фенілаланін

G: Гліцин

H: Гістидин

I: Ізолейцин

K: Лізин

L: Лейцин

M: Метіонін

N: Аспарагін

P: Пролін

Q: Глутамін

R: Аргінін

S: Серин

T: Треонін

V: Валін

W: Триптофан

Кодований геном білок за функцією належить до трансфераз. 
Задіяний у таких біологічних процесах, як метаболізм ліпідів, метаболізм стероїдів, альтернативний сплайсинг. 
Локалізований у цитоплазмі.